# Nawrócenie w drodze do Damaszku (obraz Caravaggia)

Caravaggio, Pierwotna wersja Nawrócenia Świętego Pawła, 1600-1601 r.

Nawrócenie w drodze do Damaszku – obraz namalowany przez włoskiego artystę barokowego Caravaggia.
Prześladujący chrześcijan Szaweł z Tarsu jechał właśnie do Damaszku. Po drodze olśniła go nagle światłość z nieba. A gdy upadł na ziemię, usłyszał głos, który mówił: Szawle, Szawle, dlaczego Mnie prześladujesz? (Dz 9, 1–6). Nawrócenie św. Pawła miało miejsce w południe. A jednak tło obrazu Caravaggia pogrążone jest w mroku nocy. Wszystko dlatego, że artysta chciał uzyskać wrażenie kontrastu między spływającym z nieba światłem a mrocznym tłem. Zrezygnował bowiem z obowiązującej w jego czasach maniery malowania Boga i aniołów. Obecność Boga jest w dziele Caravaggia pokazana właśnie jako niezwykłe światło ogarniające postać leżącego na ziemi młodzieńca. Artysta skontrastował nie tylko nadnaturalne światło ze zwykłą ciemnością nocy. Pogrążonemu w ekstazie, wznoszącemu ręce ku niebu Pawłowi przeciwstawił bardzo realistyczne wizerunki służącego i konia. Współcześni skrytykowali Caravaggia, oburzając się, że widz patrzy nie na twarz świętego, lecz na potężny zad koński, również częściowo skąpany w Boskim świetle.
W jednym z rzymskich muzeów zachowała się wcześniejsza wersja dzieła, zupełnie odmienna. Jezus w towarzystwie aniołów nachyla się nad Pawłem, który znajduje się na pierwszym planie. Służący i koń stoją dalej, pogrążeni w mroku. Wszystko tradycyjne, zgodne z gustami ówczesnych odbiorców.
Caravaggio nie był konformistą i zrezygnował z osiągnięcia łatwego efektu. Uznał, że istotą jego dzieła jest ukazanie nawrócenia jako wewnętrznego przeżycia. Stąd tak wielki nacisk na wyeksponowanie zwyczajnego otoczenia, kontrastującego z tym, co duchowe. Na początku nie widzi się nic. Żeby cokolwiek zobaczyć, trzeba przyzwyczaić wzrok do ciemności.